# Arroz de escribano
El arroz de escribano es un plato de arroz caldoso con garbanzos típico de la cocina valenciana y murciana. Se trata de un arroz viudo típico de estas zonas.

## Características
La proporción empleada de garbanzos suele doblar la de arroz. Por regla general suelen hacerse puré (junto con otras verduras como pueden ser apios y zanahorias) y luego ser mezclados con el arroz hervido. En la preparación suele emplearse pimentón para dar un color rojo al final. Se suele servir caliente y es un plato invernal.  